# Typhedanus aziris
Typhedanus aziris is een vlinder uit de familie van de dikkopjes (Hesperiidae). De wetenschappelijke naam van de soort is voor het eerst geldig gepubliceerd in 1867 door William Chapman Hewitson.